# Réserve nationale Salinas y Aguada Blanca
La réserve nationale Salinas y Aguada Blanca se situe dans les régions péruviennes d'Arequipa (provinces d'Arequipa et Caylloma) et Moquegua (General Sánchez Cerro). 
Elle a été créée le 9 août 1979 et possède une superficie de 366 936 ha.
La zone comprend plusieurs volcans de la zone volcanique centrale des Andes comme el Misti, le Pichu Pichu, le Chachani, le Tacune et l'Ubinas, des montagnes et des lacs, dont la laguna Salinas qui est un lac salé.
On y trouve de nombreuses espèces d'oiseaux et de mammifères dont :

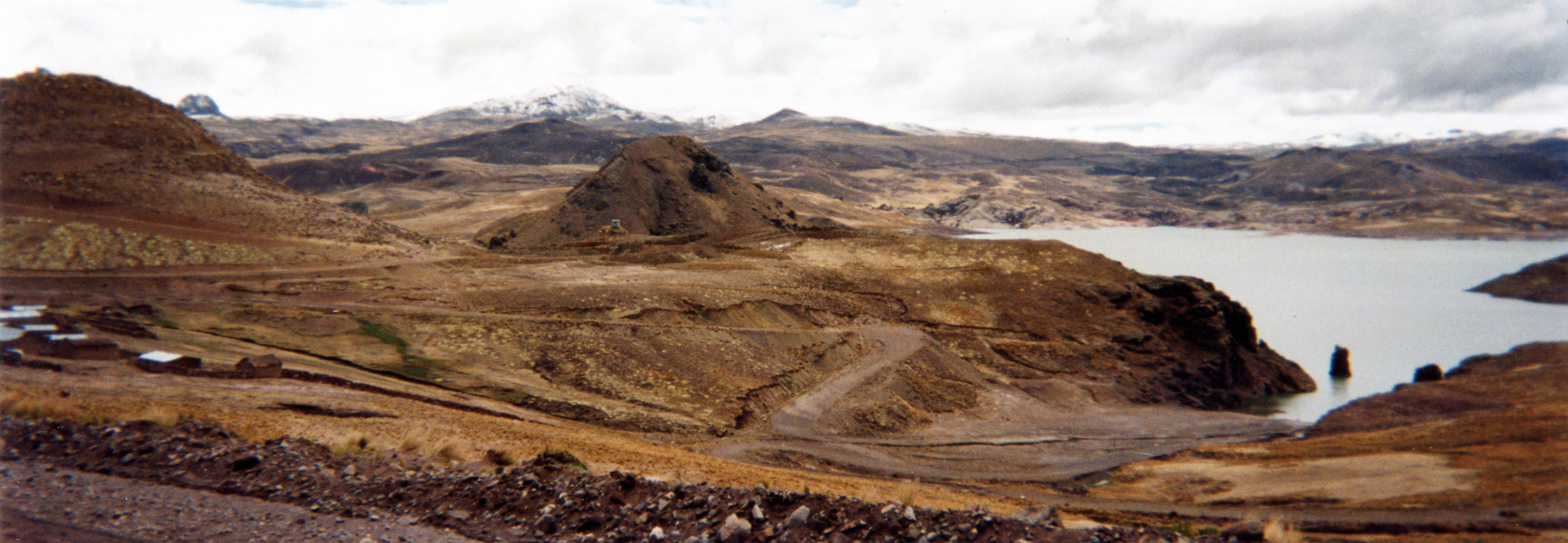
Le lac depuis la route Arequipa - Cuzco

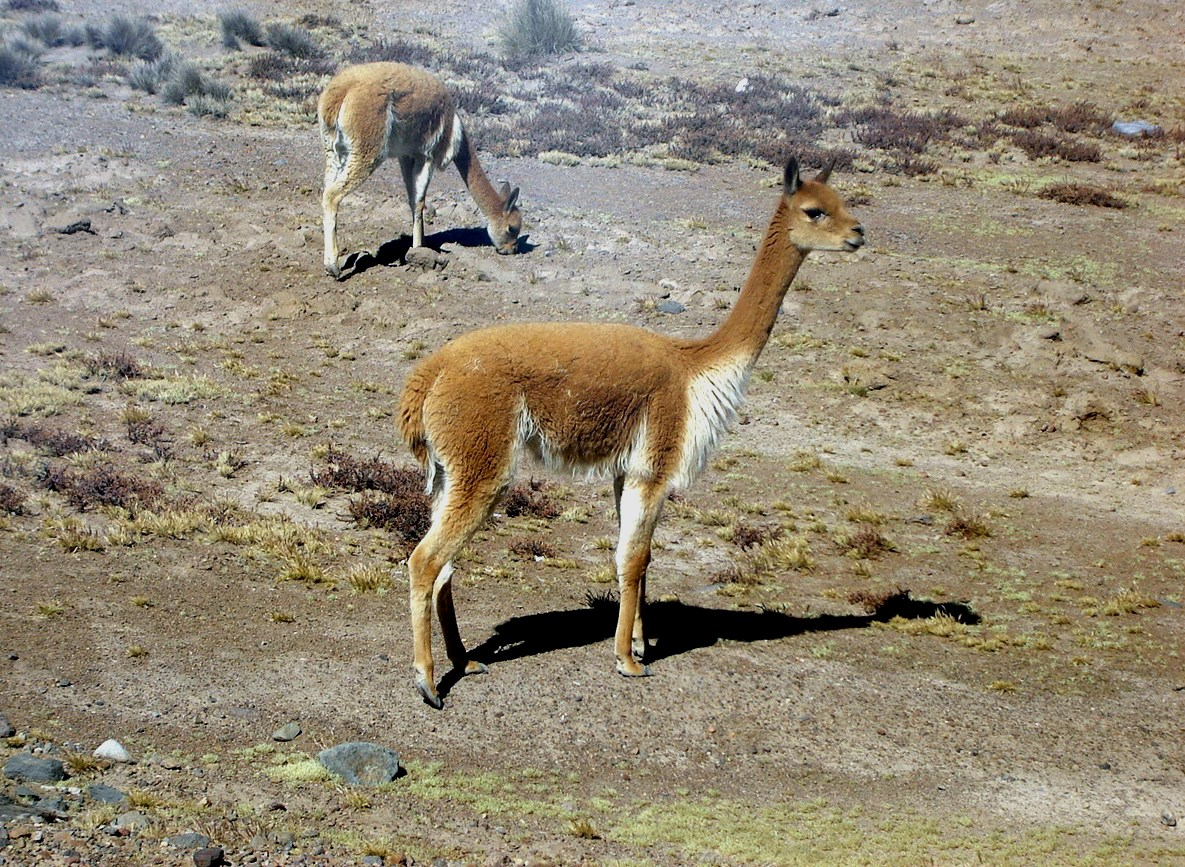
Vigognes

- le flamant des Andes;
- le flamant du Chili;
- le cerf andin (ou taruca);
- la vigogne.